# Stadtsparkasse Schwedt
Die Stadtsparkasse Schwedt ist eine öffentlich-rechtliche Sparkasse mit Sitz in Schwedt/Oder in Brandenburg. Trägerin der Stadtsparkasse Schwedt ist die Stadt Schwedt/Oder. Die Stadtsparkasse Schwedt ist die kleinste Sparkasse im Land Brandenburg. Sie ist Mitglied im Ostdeutschen Sparkassenverband und über diesen dem Deutschen Sparkassen- und Giroverband angeschlossen. Die Stadtsparkasse Schwedt ist eine Anstalt des öffentlichen Rechts.

## Geschichte
Am 1. November 1830 konstituierte sich nach Genehmigung durch die preußische Regierung die Sparkasse zu Schwedt als „gemeinnützige Anstalt zur Anregung des Sparsinns“. Im Jahre 1879 verwaltete sie Einlagen von 1 Million Mark auf 2413 Sparbüchern. Um 1900 waren die Einlagen auf 4 Millionen Mark angewachsen. Nachdem die Sparkasse zuvor im Alten Rathaus untergebracht war, zog sie 1908 in ein neu gebautes Verwaltungsgebäude an der Schloßfreiheit. 1932 zog die Sparkasse wieder zurück ins Alte Rathaus, nachdem dort für 108.000 Reichsmark neue Räumlichkeiten geschaffen worden waren.
1950 verlor die Sparkasse ihre Selbstständigkeit und wurde Hauptzweigstelle der Kreissparkasse Angermünde. 1956 zog die Sparkasse in das ehemalige Amtsgerichtsgebäude am Vierradener Platz um. 1962 erlangte die Stadtsparkasse Schwedt ihre Selbstständigkeit zurück. Im Mai 1966 eröffnete sie eine Zweigstelle im PCK-Werk und 1972 im Centrum Warenhaus. Insgesamt betrieb sie neben dem Hauptsitz fünf Zweigstellen in Schwedt.
Nach der politischen Wende von 1989/90 erfolgte am 1. Juni 1990 die Währungsunion mit der Bundesrepublik Deutschland. Dabei stellte die Sparkasse Guthaben im Gesamtwert von 397 Millionen DDR-Mark in 311 Millionen Deutsche Mark um.